# 第1回スーパーボウル
第1回AFL-NFLワールドチャンピオンシップゲーム（The first AFL-NFL World Championship Game）はアメリカにおけるプロ・アメリカンフットボールのチャンピオンシップゲーム。後に第1回スーパーボウル（Super Bowl I）と呼ばれた。1967年1月15日、カリフォルニア州ロサンゼルスにあるロサンゼルス・メモリアル・コロシアムにて開催された。
ナショナル・フットボール・リーグ（NFL）チャンピオンのグリーンベイ・パッカーズ（12勝2敗）が後半に3タッチダウンをあげ、アメリカン・フットボール・リーグ（AFL）チャンピオンのカンザスシティ・チーフスに対し35対10で勝利した。

## 背景

### はじまり

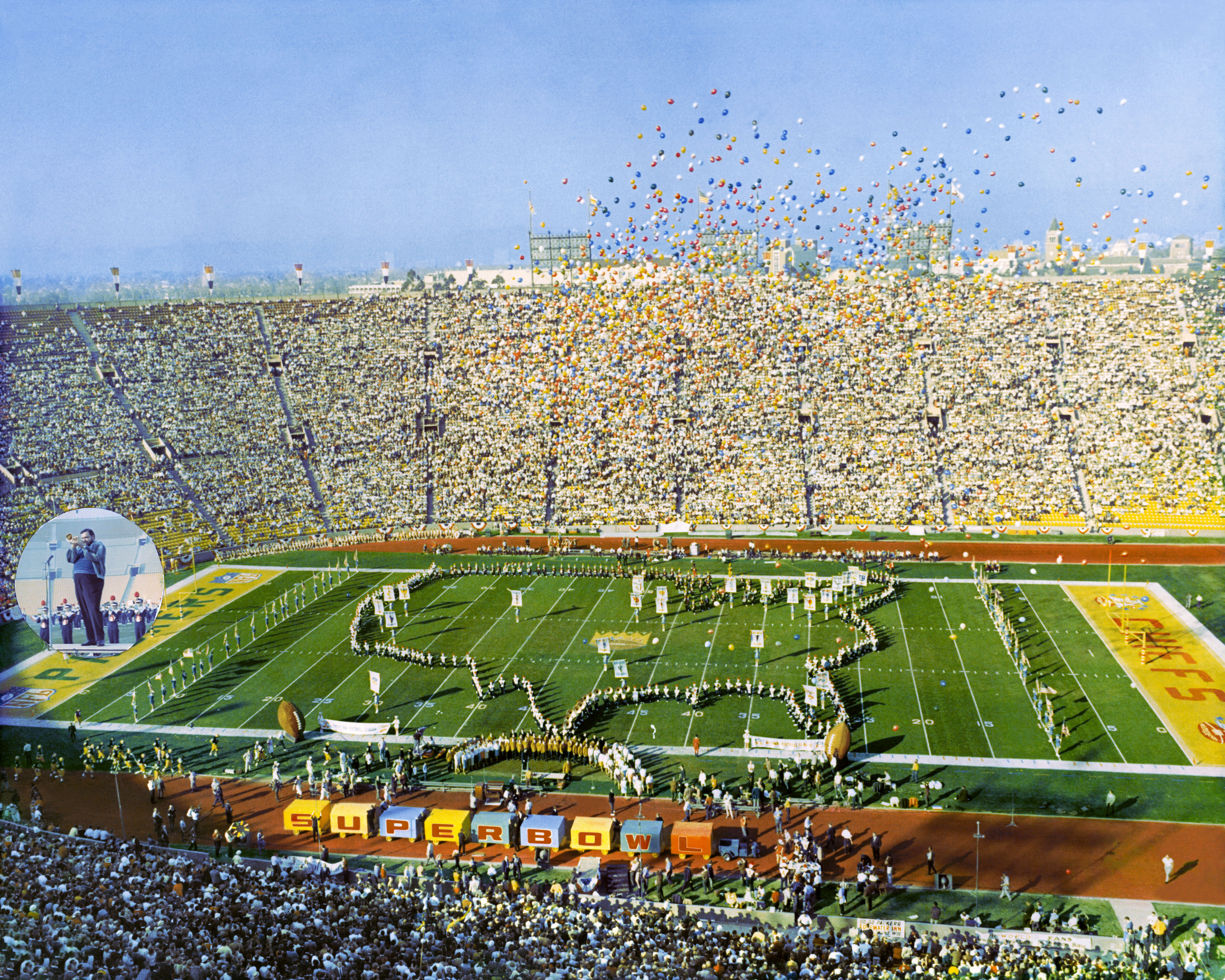
当日のロサンゼルス・メモリアル・コロシアム

第1回のAFL-NFLワールドチャンピオンシップゲームは、1966年6月8日にAFLとNFLの間で合意されたAFL-NFL合併の中でその開催が決定された。しかし、開催地はキックオフの6週間前まで決まらなかった。
この最初の試合に際し、お互いに強い対抗心を持つ2つのリーグはそれぞれが自分たちの優位性を証明するため各々のチャンピオンチームに相手チームを叩きのめすようプレッシャーをかけた。しかし多くのスポーツライターやファン達は、より古くからあるNFLならどのチームでも最近できたばかりのAFLのチャンピオンチームより強いだろうから、この組み合わせはミスマッチだろうと思っていた。
公式にはこの試合は「AFL-NFLチャンピオンシップゲーム」と命名されていたが、当時からほとんどのメディアは非公式な「スーパーボウル」という名称を使っていた。

### カンザスシティ・チーフス
カンザスシティ・チーフスはレギュラーシーズンに11勝2敗1分けの成績を収め、AFLチャンピオンシップゲームでは31対7でバッファロー・ビルズに勝利してAFL-NFLワールドチャンピオンシップゲームに進出した。
チーフスのハイパワーオフェンスはAFLにおいて合計448得点、ラッシングで2,274ヤード獲得していた。チーフスのランニングバックトリオ、マイク・ギャレット（801ヤード）、バート・コーン（521ヤード）、およびカーティス・マククリントン（540ヤード）は全員AFLのトップ10ラッシャーに名を連ねていた。クォーターバックのレン・ドーソンはパス284回中159回成功（パス成功率56パーセント）、獲得ヤード2,527、タッチダウンパス26の成績を収めAFLでトップのレイティングを誇るパッサーだった。ワイドレシーバーのオーティス・テイラーは、パスキャッチ58回、獲得ヤード1,297、タッチダウン8でチームの重要なディープターゲットだった。そしてタイトエンドのフレッド・アルバナズはパスキャッチ22回、獲得ヤード305、タッチダウン4でオールAFLチームに選ばれた6人のチーフス選手の内の一人だった。
チーフスはディフェンスも強力だった。オールAFLプレイヤーのジェリー・メイズとバック・ブキャナンがラインを支え、同じくオールAFLチームだったラインバッカーのボビー・ベルはランストップとパスカバレッジの両方に秀でていた。しかしそのもっとも強力なパートはセカンダリー陣で、やはりオールAFLプレイヤーだったセーフティのジョニー・ロビンソンとボビー・ハントは10インターセプトを、ディフェンスバックのフレッド・ウィリアムソンは4インターセプトを記録していた。チームはヘッドコーチのハンク・ストラムに率いられていた。
| 年        | 成績            | Con | 地区 | 勝 | 敗 | 分 | 率   | Div   | Con | 平均得点 | 平均失点 |
| --------- | --------------- | --- | ---- | -- | -- | -- | ---- | ----- | --- | -------- | -------- |
| 1966(AFL) | AFL優勝/SB敗戦  |     | 優勝 | 11 | 2  | 1  | .821 | 5–1   |     | 32.0     | 19.7     |
|           |                 |     |      |    |    |    |      |       |     |          |          |
| 1965(AFL) | レギュラー敗退  |     | 3位  | 7  | 5  | 2  | .571 | 4–1–1 |     | 23.0     | 20.4     |
| 1964(AFL) | レギュラー敗退  |     | 2位  | 7  | 7  | 0  | .500 | 4–2   |     | 26.1     | 21.9     |
| 1963(AFL) | レギュラー敗退  |     | 3位  | 5  | 7  | 2  | .429 | 2–4   |     | 24.8     | 18.8     |
| 1962(AFL) | AFLチャンピオン |     | 優勝 | 11 | 3  | 0  | .786 | 5–1   |     | 27.8     | 16.6     |
| 1961(AFL) | レギュラー敗退  |     | 2位  | 6  | 8  | 0  | .429 | 4–2   |     | 23.9     | 24.5     |
| 1960(AFL) | レギュラー敗退  |     | 2位  | 8  | 6  | 0  | .571 | 4–2   |     | 25.9     | 18.1     |

### グリーンベイ・パッカーズ
グリーンベイ・パッカーズは1959年にヴィンス・ロンバルディがヘッドコーチに就任してから実力をつけ、1961年、1962年、1965年および1966年シーズンにNFLチャンピオンシップで優勝していた。
パッカーズのベテランクォーターバック、バート・スターはNFLでパス251回中156回成功（パス成功率62.2パーセント）、獲得ヤード2,257、タッチダウンパス14、インターセプト3の成績を収めNFLのMVPに選出されていた。ワイドレシーバーのボイド・ダウラーとキャロル・デイルは二人で63キャッチ、1,336ヤードを記録し、フルバックのジム・テイラーはラッシングでチームトップの705ヤード、41回のパスキャッチで331ヤードを獲得していた。チームの先発ハーフバックのポール・ホーナングはシーズン初めに負傷していたがイライジャ・ピッツがラン、パス合わせて857ヤードを獲得しホーナングの抜けた穴を埋めた。オフェンスラインにはオールプロガードのジェリー・クレイマーとフレッド・“ファジー”・サーストンに加えフォレスト・グレッグがおり、チームの勝利に大きな役割を果たした。
パッカーズはまた強力なディフェンスも擁しており、NFLチャンピオンシップゲームの最後のドライブでは、ダラス・カウボーイズがパッカーズ陣2ヤードまできたところを4回連続で止めていた。ディフェンシブラインではビル・クインランに代わりライオネル・オールドリッジが出場することになったが、ヘンリー・ジョーダンとディフェンシブエンドがラインを支えた。ラインバッカーのレイ・ニチキはランストップ、パスカバレッジ双方に優れ、セカンダリー陣はディフェンシブバックのハーブ・アダリーとウィリー・ウッドに率いられていた。ウッドはロンバルディが見出した無名の選手の一人でカレッジ時代はクォーターバックを務めており、NFLからはドラフトされなかった。1960年にパッカーズと契約したとき、彼はフリーセーフティにコンバートされ、12年のキャリアの中で9度オールプロチームに選ばれた。
| 年   | 成績                 | Con  | 地区 | 勝 | 敗 | 分 | 率   | Div | Con   | 平均得点 | 平均失点 |
| ---- | -------------------- | ---- | ---- | -- | -- | -- | ---- | --- | ----- | -------- | -------- |
| 1966 | スーパーボウル制覇   | 優勝 |      | 12 | 2  | 0  | .857 |     | 10–2  | 23.9     | 11.6     |
|      |                      |      |      |    |    |    |      |     |       |          |          |
| 1965 | NFLチャンピオン      | 優勝 |      | 10 | 3  | 1  | .750 |     | 8-3-1 | 22.6     | 16.0     |
| 1964 | プレーオフボウル敗戦 | 2位T |      | 8  | 5  | 1  | .607 |     | 6-5-1 | 24.4     | 17.5     |
| 1963 | プレーオフボウル勝利 | 2位  |      | 11 | 2  | 1  | .821 |     | 9-2-1 | 26.4     | 14.7     |
| 1962 | NFLチャンピオン      | 優勝 |      | 13 | 1  | 0  | .929 |     | 11-1  | 29.6     | 10.6     |
| 1961 | NFLチャンピオン      | 優勝 |      | 11 | 3  | 0  | .786 |     | 9-3   | 27.9     | 15.9     |
| 1960 | NFL決勝敗退          | 優勝 |      | 8  | 4  | 0  | .667 |     | 7-4   | 27.7     | 17.4     |
| 1959 | レギュラー敗退       | 3位T |      | 7  | 5  | 0  | .583 |     | 5-5   | 21.3     | 19.8     |
| 1958 | レギュラー敗退       | 6位  |      | 1  | 10 | 1  | .125 |     | 0-9-1 | 16.1     | 31.8     |
| 1957 | レギュラー敗退       | 6位  |      | 3  | 9  | 0  | .250 |     | 2-8   | 18.2     | 25.9     |
| 1956 | レギュラー敗退       | 5位T |      | 4  | 8  | 0  | .333 |     | 3-7   | 22.0     | 28.5     |

| 週                                  | 日付               | 相手                            | 結果               | 勝敗               |
| レギュラーシーズン                  | レギュラーシーズン | レギュラーシーズン              | レギュラーシーズン | レギュラーシーズン |
| ----------------------------------- | ------------------ | ------------------------------- | ------------------ | ------------------ |
| 1                                   | バイウィーク       | バイウィーク                    | バイウィーク       | バイウィーク       |
| 2                                   | 9/11               | at バッファロー・ビルズ         | 42–20              | 1-0                |
| 3                                   | 9/18               | at オークランド・レイダース     | 32–10              | 2-0                |
| 4                                   | 9/25               | at ボストン・ペイトリオッツ     | 43–24              | 3-0                |
| 5                                   | 10/2               | バッファロー・ビルズ            | 14–29              | 3-1                |
| 6                                   | 10/8               | デンバー・ブロンコス            | 37–10              | 4-1                |
| 7                                   | 10/16              | オークランド・レイダース        | 34–13              | 4-2                |
| 8                                   | 10/23              | at デンバー・ブロンコス         | 56–10              | 5-2                |
| 9                                   | 10/30              | ヒューストン・オイラーズ        | 48–23              | 6-2                |
| 10                                  | 11/6               | サンディエゴ・チャージャーズ    | 24–14              | 7-2                |
| 11                                  | 11/13              | マイアミ・ドルフィンズ          | 34–16              | 8-2                |
| 12                                  | 11/20              | ボストン・ペイトリオッツ        | 27–27              | 8-2-1              |
| 13                                  | 11/27              | at ニューヨーク・ジェッツ       | 32–24              | 9-2-1              |
| 14                                  | バイウィーク       | バイウィーク                    | バイウィーク       | バイウィーク       |
| 15                                  | 12/11              | at マイアミ・ドルフィンズ       | 19–18              | 10-2-1             |
| 16                                  | 12/18              | at サンディエゴ・チャージャーズ | 27–17              | 11-2-1             |
| プレイオフ                          |                    |                                 |                    |                    |
| AC                                  | 1/1                | バッファロー・ビルズ            | 31–7               |                    |
| 勝利 敗戦 引き分け at：敵地での対戦 |                    |                                 |                    |                    |

| 週                         | 日付               | 相手                          | 結果               | 勝敗               |
| レギュラーシーズン         | レギュラーシーズン | レギュラーシーズン            | レギュラーシーズン | レギュラーシーズン |
| -------------------------- | ------------------ | ----------------------------- | ------------------ | ------------------ |
|                            | 開幕前             |                               |                    |                    |
| 1                          | 9/10               | ボルチモア・コルツ            | 24–3               | 1–0                |
| 2                          | 9/18               | at クリーブランド・ブラウンズ | 21–20              | 2–0                |
| 3                          | 9/25               | ロサンゼルス・ラムズ          | 24–13              | 3–0                |
| 4                          | 10/2               | デトロイト・ライオンズ        | 23–14              | 4–0                |
| 5                          | 10/9               | at サンフランシスコ・49ers    | 20–21              | 4–1                |
| 6                          | 10/16              | at シカゴ・ベアーズ           | 17–0               | 5-1                |
| 7                          | 10/23              | アトランタ・ファルコンズ      | 56–3               | 6–1                |
| 8                          | 10/30              | at デトロイト・ライオンズ     | 31–7               | 7–1                |
| 9                          | 11/6               | ミネソタ・バイキングス        | 17–20              | 7–2                |
| 10                         | バイウィーク       | バイウィーク                  | バイウィーク       | バイウィーク       |
| 11                         | 11/20              | シカゴ・ベアーズ              | 13–6               | 8–2                |
| 12                         | 11/27              | at ミネソタ・バイキングス     | 28–16              | 9–2                |
| 13                         | 12/4               | サンフランシスコ・49ers       | 20–7               | 10–2               |
| 14                         | 12/10              | at ボルチモア・コルツ         | 14–10              | 11–2               |
| 15                         | 12/18              | at ロサンゼルス・ラムズ       | 27–23              | 12–2               |
| プレイオフ                 |                    |                               |                    |                    |
| NC                         | 1/1                | ダラス・カウボーイズ          | 34–27              |                    |
| 勝利 敗戦 at：敵地での対戦 |                    |                               |                    |                    |

### 試合前のニュースと話題
多くの人々はチーフスとパッカーズが最初のAFL-NFLチャンピオンシップゲームに出場するにふさわしいチームだと考えていた。チーフスのオーナー、ラマー・ハントはAFLの創設者であり、パッカーズはそれまでのNFL史上最も優秀なチームだと広く認められていた。パッカーズはこの試合が、彼らが本当にそれまでのアメリカンフットボール史上で最高のチームであることを知らしめることのできる機会だととらえた。しかしロンバルディはとてもナーバスになっており、試合前にロンバルディにインタビューしたCBS解説者のフランク・ギフォードは、「彼は私の腕を掴み、ぶるぶる震えていた。信じ難いことだ」と語った。チーフスはこの試合が自分達がどんなNFLチームに対しても十分戦えるチームであることを示す機会だととらえた。この試合を本当に心待ちにしていた選手の一人がドーソンだった。彼はチーフスと契約する前の4年間、NFLで控え選手として過ごしていた。しかしチーフスもやはりナーバスになっていた。ラインバッカーのE・J・ホルブは語っている −「チーフスの連中は死ぬほどビビっていたんだ。トンネル〔選手がフィールドに入場する通路〕にいた時にゲロ吐いてパンツ濡らしてる奴もいたんだぜ」。
試合の前の週、チーフスのコーナーバック、フレッド・“ハンマー”・ウィリアムソンは、彼の「ハンマー」と呼ばれた腕でパッカーズのレシーバーをぶちのめすと公言して話題になった。「（ボイド）ダウラーにこの2本のハンマーを、（キャロル）デイルには1本で充分だな。」 両チームはそれぞれのリーグで使用しているボールを用いてプレイした − チーフスはスポルディング製のAFLボールを、パッカーズはウィルソン製のNFLボールを使用した。

## トーナメント表
|  | NFLチャンピオンシップゲーム AFLチャンピオンシップゲーム | NFLチャンピオンシップゲーム AFLチャンピオンシップゲーム |                                              |  | AFL-NFLワールド チャンピオンシップゲーム （第1回スーパーボウル） | AFL-NFLワールド チャンピオンシップゲーム （第1回スーパーボウル） |
|  |                                                         |                                                         |                                              |  |                                                                  |                                                                  |
|  | NFL 1月1日 コットン・ボウル                             |                                                         |                                              |  |                                                                  |                                                                  |
|  | （東）カウボーイズ                                      | 27                                                      |                                              |  |                                                                  |                                                                  |
|  | （西）パッカーズ                                        | 34                                                      |                                              |  |                                                                  |                                                                  |
|  |                                                         |                                                         | 1月15日 ロサンゼルス・メモリアル・コロシアム |  |                                                                  |                                                                  |
|  | （N西）パッカーズ                                       | 35                                                      |                                              |  |                                                                  |                                                                  |
|  |                                                         | （A西）チーフス                                         | 10                                           |  |                                                                  |                                                                  |
|  | AFL 1月1日 ウォー・メモリアル・スタジアム               |                                                         |                                              |  |                                                                  |                                                                  |
|  | （東）ビルズ                                            | 7                                                       |                                              |  |                                                                  |                                                                  |
|  | （西）チーフス                                          | 31                                                      |                                              |  |                                                                  |                                                                  |

## テレビ放映

### 同時放送
この試合はアメリカ国内において、唯一2つのテレビジョンネットワークで同時に放送されたスーパーボウルである（その他のいかなるNFLの試合においても2007年12月29日にニューイングランド・ペイトリオッツ対ニューヨーク・ジャイアンツの試合がNBC、CBS、およびNFLネットワークで同時放送されるまで、複数のネットワークで同時に放送されることはなかった）。当時CBSはNFLの試合の国内放映権を保有しており、NBCはAFLの試合のアメリカ国内における放映権を保有していたため、双方で同時放送することが決定された。
各ネットワークは実況にそれぞれ自局のアナウンサーと解説者を採用した。CBSの前半の実況はレイ・スコット、後半の実況はジャック・ウィタカー、解説者はフランク・ギフォードだった。NBCの実況はカート・ゴウディ、解説はポール・クリストマンだった。
放送において、NBCでいくつかの問題が発生した。ハーフタイムのコマーシャルがあけた後半開始時に中継を再開できず、後半開始のキックオフは審判によりNBCの中継が回復するまで止められた。NBCはまた、CBSのフィルムおよびカメラ映像を放送しなければならなかった。これは、開催地のロサンゼルス・メモリアル・コロシアムが、ロサンゼルス・ラムズのホームスタジアムになった時からCBSがそのフィルム映像やカメラ撮影の独占使用権を与えられていたためである。つまり、NBCは試合中継に関して、カメラアングルなど一切関与することができなかった。
第1回スーパーボウルは、ロサンゼルス地域でテレビ放映されなかったにもかかわらず、チケットが完売しなかった唯一のスーパーボウルだった。試合の数日前、現地の地方紙はチケットの価格が12ドルと高価なことに関して社説を掲載し、ロサンゼルス地区外からのテレビ放送を受信する方法について書いた。

### 失われた映像
知られている限り試合を記録したすべての放送テープは、各ネットワークによってその後再利用するために消去処理が行われた。その後残った映像の調査が行われ、少なくとも2つの短時間の放送サンプルが存在している。これはマックス・マギーのオープニングタッチダウンとジム・テイラーの最初のタッチダウン（パッカーズの2回目のタッチダウン）を記録したもので、それぞれ1991年にHBOのスポーツドキュメンタリー、『Play by Play: A History of Sports Television』で放映された。
NFLフィルムズは現在カメラクルーを所有しており、そのアーカイブでは相当量の映像を保有している。そのいくつかは家庭用、またはケーブルテレビ放送用に販売されている。

## セレモニーと演出
最初のスーパーボウルのハーフタイムショーはアリゾナ大学およびミシガン大学マーチングバンドにより行われた。
試合後、優勝トロフィーの授与はCBSのパット・サマロールおよびNBCのジョージ・ラッターマンにより行われた。サマロールとラッターマンは一つのマイクを共有した。

## 試合経過
| \| 開始 \| 開始 \| 開始 \| ボール保持 \| ドライブ \| ドライブ \| TOP \| 結果 \| 得点内容 \| 得点内容 \| 得点内容 \| 得点 \| 得点 \| \| Q \| 時間 \| 地点 \| ボール保持 \| P \| yd \| TOP \| 結果 \| yd \| 得点者 \| PAT \| チーフス \| パッカーズ \| \| ------------------------------------------------------------------------------------------------------------------------------- \| ------------------------------------------------------------------------------------------------------------------------------- \| ------------------------------------------------------------------------------------------------------------------------------- \| ------------------------------------------------------------------------------------------------------------------------------- \| ------------------------------------------------------------------------------------------------------------------------------- \| ------------------------------------------------------------------------------------------------------------------------------- \| ------------------------------------------------------------------------------------------------------------------------------- \| ------------------------------------------------------------------------------------------------------------------------------- \| ------------------------------------------------------------------------------------------------------------------------------- \| ------------------------------------------------------------------------------------------------------------------------------- \| ------------------------------------------------------------------------------------------------------------------------------- \| -------- \| ---------- \| \| 1 \| 15:00 \| 自陣25 \| パッカーズ \| 6 \| -3 \| 3:05 \| パント \| — \| — \| — \| — \| — \| \| 1 \| 11:55 \| 自陣37 \| チーフス \| 6 \| 11 \| 2:45 \| パント \| — \| — \| — \| — \| — \| \| 1 \| 9:10 \| 自陣20 \| パッカーズ \| 6 \| 80 \| 3:06 \| タッチダウン（パス） \| 37 \| スター→McGee \| キック成功 \| 0 \| 7 \| \| 1 \| 6:04 \| 自陣13 \| チーフス \| 10 \| 54 \| 5:30 \| 40ydフィールドゴール失敗 \| — \| — \| — \| — \| — \| \| 1-2 \| 0:34 \| 自陣20 \| パッカーズ \| 3 \| 3 \| 1:10 \| パント \| — \| — \| — \| — \| — \| \| 2 \| 14:24 \| 自陣34 \| チーフス \| 6 \| 66 \| 3:44 \| タッチダウン（パス） \| 7 \| Dawson→McClinton \| キック成功 \| 7 \| 7 \| \| 2 \| 10:40 \| 自陣27 \| パッカーズ \| 13 \| 73 \| 6:03 \| タッチダウン（ラン） \| 14 \| J.Taylor \| キック成功 \| 7 \| 14 \| \| 2 \| 4:37 \| 自陣26 \| チーフス \| 7 \| 50 \| 3:43 \| フィールドゴール成功 \| 31 \| Mercer \| — \| 10 \| 14 \| \| 2 \| 0:54 \| 自陣26 \| パッカーズ \| 1 \| 7 \| 0:54 \| 前半終了 \| — \| — \| — \| — \| — \| \| 前半終了 \| \| \| \| \| \| \| \| \| \| \| \| \| \| 3 \| 15:00 \| 自陣29 \| チーフス \| 4 \| 20 \| 2:18 \| インターセプト \| — \| — \| — \| — \| — \| \| 3 \| 12:42 \| 敵陣5 \| パッカーズ \| 1 \| 5 \| 0:09 \| タッチダウン（ラン） \| 1 \| Pitts \| キック成功 \| 10 \| 21 \| \| 3 \| 12:33 \| 自陣30 \| チーフス \| 5 \| 16 \| 2:33 \| パント \| — \| — \| — \| — \| — \| \| 3 \| 10:00 \| 自陣25 \| パッカーズ \| 4 \| 21 \| 2:52 \| パント \| — \| — \| — \| — \| — \| \| 3 \| 7:08 \| 自陣27 \| チーフス \| 3 \| -25 \| 0:52 \| パント \| — \| — \| — \| — \| — \| \| 3 \| 6:16 \| 自陣44 \| パッカーズ \| 10 \| 56 \| 5:25 \| タッチダウン（パス） \| 13 \| スター→McGee \| キック成功 \| 10 \| 28 \| \| 3-4 \| 0:51 \| 自陣17 \| チーフス \| 3 \| 1 \| 1:25 \| パント \| — \| — \| — \| — \| — \| \| 4 \| 14:26 \| 自陣47 \| パッカーズ \| 2 \| 3 \| 1:07 \| インターセプト \| — \| — \| — \| — \| — \| \| 4 \| 13:19 \| 自陣11 \| チーフス \| 6 \| 28 \| 2:31 \| パント \| — \| — \| — \| — \| — \| \| 4 \| 10:48 \| 自陣20 \| パッカーズ \| 8 \| 80 \| 4:13 \| タッチダウン（ラン） \| 1 \| Pitts \| キック成功 \| 10 \| 35 \| \| 4 \| 6:35 \| 自陣25 \| チーフス \| 5 \| 15 \| 2:12 \| パント \| — \| — \| — \| — \| — \| \| 4 \| 4:23 \| 自陣18 \| パッカーズ \| 4 \| 16 \| 2:09 \| パント \| — \| — \| — \| — \| — \| \| 4 \| 2:14 \| 自陣23 \| チーフス \| 3 \| -7 \| 1:02 \| パント \| — \| — \| — \| — \| — \| \| 4 \| 1:12 \| 自陣13 \| パッカーズ \| 3 \| 12 \| 1:12 \| 試合終了 \| — \| — \| — \| — \| — \| \| P=プレー数、TOP=タイム・オブ・ポゼッション、PAT=ポイント・アフター・タッチダウン。 アメリカンフットボールの用語集 (en) も参照。 \| P=プレー数、TOP=タイム・オブ・ポゼッション、PAT=ポイント・アフター・タッチダウン。 アメリカンフットボールの用語集 (en) も参照。 \| P=プレー数、TOP=タイム・オブ・ポゼッション、PAT=ポイント・アフター・タッチダウン。 アメリカンフットボールの用語集 (en) も参照。 \| P=プレー数、TOP=タイム・オブ・ポゼッション、PAT=ポイント・アフター・タッチダウン。 アメリカンフットボールの用語集 (en) も参照。 \| P=プレー数、TOP=タイム・オブ・ポゼッション、PAT=ポイント・アフター・タッチダウン。 アメリカンフットボールの用語集 (en) も参照。 \| P=プレー数、TOP=タイム・オブ・ポゼッション、PAT=ポイント・アフター・タッチダウン。 アメリカンフットボールの用語集 (en) も参照。 \| P=プレー数、TOP=タイム・オブ・ポゼッション、PAT=ポイント・アフター・タッチダウン。 アメリカンフットボールの用語集 (en) も参照。 \| P=プレー数、TOP=タイム・オブ・ポゼッション、PAT=ポイント・アフター・タッチダウン。 アメリカンフットボールの用語集 (en) も参照。 \| P=プレー数、TOP=タイム・オブ・ポゼッション、PAT=ポイント・アフター・タッチダウン。 アメリカンフットボールの用語集 (en) も参照。 \| P=プレー数、TOP=タイム・オブ・ポゼッション、PAT=ポイント・アフター・タッチダウン。 アメリカンフットボールの用語集 (en) も参照。 \| P=プレー数、TOP=タイム・オブ・ポゼッション、PAT=ポイント・アフター・タッチダウン。 アメリカンフットボールの用語集 (en) も参照。 \| 10 \| 35 \| | | | | | | | | | | |          |            |
| 開始 | 開始 | 開始 | ボール保持 | ドライブ | ドライブ | TOP | 結果 | 得点内容 | 得点内容 | 得点内容 | 得点     | 得点       |
| Q | 時間 | 地点 | ボール保持 | P | yd | TOP | 結果 | yd | 得点者 | PAT | チーフス | パッカーズ |
| 1 | 15:00 | 自陣25 | パッカーズ | 6 | -3 | 3:05 | パント | — | — | — | —        | —          |
| 1 | 11:55 | 自陣37 | チーフス | 6 | 11 | 2:45 | パント | — | — | — | —        | —          |
| 1 | 9:10 | 自陣20 | パッカーズ | 6 | 80 | 3:06 | タッチダウン（パス） | 37 | スター→McGee | キック成功 | 0        | 7          |
| 1 | 6:04 | 自陣13 | チーフス | 10 | 54 | 5:30 | 40ydフィールドゴール失敗 | — | — | — | —        | —          |
| 1-2 | 0:34 | 自陣20 | パッカーズ | 3 | 3 | 1:10 | パント | — | — | — | —        | —          |
| 2 | 14:24 | 自陣34 | チーフス | 6 | 66 | 3:44 | タッチダウン（パス） | 7 | Dawson→McClinton | キック成功 | 7        | 7          |
| 2 | 10:40 | 自陣27 | パッカーズ | 13 | 73 | 6:03 | タッチダウン（ラン） | 14 | J.Taylor | キック成功 | 7        | 14         |
| 2 | 4:37 | 自陣26 | チーフス | 7 | 50 | 3:43 | フィールドゴール成功 | 31 | Mercer | — | 10       | 14         |
| 2 | 0:54 | 自陣26 | パッカーズ | 1 | 7 | 0:54 | 前半終了 | — | — | — | —        | —          |
| 前半終了 | | | | | | | | | | |          |            |
| 3 | 15:00 | 自陣29 | チーフス | 4 | 20 | 2:18 | インターセプト | — | — | — | —        | —          |
| 3 | 12:42 | 敵陣5 | パッカーズ | 1 | 5 | 0:09 | タッチダウン（ラン） | 1 | Pitts | キック成功 | 10       | 21         |
| 3 | 12:33 | 自陣30 | チーフス | 5 | 16 | 2:33 | パント | — | — | — | —        | —          |
| 3 | 10:00 | 自陣25 | パッカーズ | 4 | 21 | 2:52 | パント | — | — | — | —        | —          |
| 3 | 7:08 | 自陣27 | チーフス | 3 | -25 | 0:52 | パント | — | — | — | —        | —          |
| 3 | 6:16 | 自陣44 | パッカーズ | 10 | 56 | 5:25 | タッチダウン（パス） | 13 | スター→McGee | キック成功 | 10       | 28         |
| 3-4 | 0:51 | 自陣17 | チーフス | 3 | 1 | 1:25 | パント | — | — | — | —        | —          |
| 4 | 14:26 | 自陣47 | パッカーズ | 2 | 3 | 1:07 | インターセプト | — | — | — | —        | —          |
| 4 | 13:19 | 自陣11 | チーフス | 6 | 28 | 2:31 | パント | — | — | — | —        | —          |
| 4 | 10:48 | 自陣20 | パッカーズ | 8 | 80 | 4:13 | タッチダウン（ラン） | 1 | Pitts | キック成功 | 10       | 35         |
| 4 | 6:35 | 自陣25 | チーフス | 5 | 15 | 2:12 | パント | — | — | — | —        | —          |
| 4 | 4:23 | 自陣18 | パッカーズ | 4 | 16 | 2:09 | パント | — | — | — | —        | —          |
| 4 | 2:14 | 自陣23 | チーフス | 3 | -7 | 1:02 | パント | — | — | — | —        | —          |
| 4 | 1:12 | 自陣13 | パッカーズ | 3 | 12 | 1:12 | 試合終了 | — | — | — | —        | —          |
| P=プレー数、TOP=タイム・オブ・ポゼッション、PAT=ポイント・アフター・タッチダウン。 アメリカンフットボールの用語集 (en) も参照。 | P=プレー数、TOP=タイム・オブ・ポゼッション、PAT=ポイント・アフター・タッチダウン。 アメリカンフットボールの用語集 (en) も参照。 | P=プレー数、TOP=タイム・オブ・ポゼッション、PAT=ポイント・アフター・タッチダウン。 アメリカンフットボールの用語集 (en) も参照。 | P=プレー数、TOP=タイム・オブ・ポゼッション、PAT=ポイント・アフター・タッチダウン。 アメリカンフットボールの用語集 (en) も参照。 | P=プレー数、TOP=タイム・オブ・ポゼッション、PAT=ポイント・アフター・タッチダウン。 アメリカンフットボールの用語集 (en) も参照。 | P=プレー数、TOP=タイム・オブ・ポゼッション、PAT=ポイント・アフター・タッチダウン。 アメリカンフットボールの用語集 (en) も参照。 | P=プレー数、TOP=タイム・オブ・ポゼッション、PAT=ポイント・アフター・タッチダウン。 アメリカンフットボールの用語集 (en) も参照。 | P=プレー数、TOP=タイム・オブ・ポゼッション、PAT=ポイント・アフター・タッチダウン。 アメリカンフットボールの用語集 (en) も参照。 | P=プレー数、TOP=タイム・オブ・ポゼッション、PAT=ポイント・アフター・タッチダウン。 アメリカンフットボールの用語集 (en) も参照。 | P=プレー数、TOP=タイム・オブ・ポゼッション、PAT=ポイント・アフター・タッチダウン。 アメリカンフットボールの用語集 (en) も参照。 | P=プレー数、TOP=タイム・オブ・ポゼッション、PAT=ポイント・アフター・タッチダウン。 アメリカンフットボールの用語集 (en) も参照。 | 10       | 35         |

### 前半
両チームそれぞれ最初のオフェンスシリーズはパントに終わった。
その後のパッカーズの攻撃において、6プレイで80ヤード前進し、先制のタッチダウンをあげ7対0とした。最後のプレイではバート・スターが、このドライブの前に負傷したボイド・ダウラーの代わりにフィールドに入っていたマックス・マギーへのタッチダウンパスを投げた。マギーはチーフスのコーナーバック、ウィリー・ミッチェルを抜き去り23ヤードラインでボールを片手でキャッチするとそのままエンドゾーンに走り37ヤードタッチダウンを決めた。
チーフスは次のドライブでパッカーズ陣33ヤードまで進んだが、マイク・マーサーは40ヤードのフィールドゴールを失敗した。
第2クォーター開始直後、チーフスはレシーバーのオーティス・テイラーへの31ヤードパスなど6プレイで66ヤード前進し、最後はクォーターバックのレン・ドーソンからカーティス・マククリントンへの7ヤードタッチダウンパスが決まり、7対7の同点とした。
しかしパッカーズはその次のドライブで73ヤード前進し最後はパッカーズ得意の「パワー・スウィープ」でフルバックのジム・テイラーが14ヤードのタッチダウンランを決め14対7とした。
前半残り30秒のところでチーフスのマーサーは31ヤードのフィールドゴールを決め14対10とした。

### ハーフタイム
ハーフタイムの時点でチーフスには勝つチャンスがあるのではないかと思われた。試合を観戦していた多くの人々はAFLチャンピオンが善戦し、接戦になったことに驚いた。実際にトータルヤードでパッカーズの164ヤードに対してチーフスは181ヤードを獲得し、ファーストダウンもパッカーズの9回に対してチーフスは11回といずれもチーフスが上回っていた。ハーフタイム中、チーフスのロッカールームは非常に盛り上がっていた。ハンク・ストラムは後に「我々は逆転勝利できると本当に思っていたんだ」と語っている。パッカーズは前半のプレイの質に落胆していた。「コーチは心配そうな顔をしていた」とディフェンシブエンドのウィリー・デービスは後に語っている。ロンバルディはチームに対し、ゲームプランは間違っていなかったが細かな修正とより激しいプレイが必要だと話した。

### 後半
チーフスの後半最初のドライブは自陣29ヤード地点から始まり、最初のプレーでドーソンがスクランブルで15ヤード稼ぎ、ハーフライン近くまで進んだ。しかし、その後のサードダウンのパスプレイでパッカーズラインバッカーのデイブ・ロビンソンとリー・ロイ・キャフェイはヘビーブリッツを仕掛け、プレッシャーを受けたドーソンのパスはウィリー・ウッドにインターセプトされた。ウッドは50ヤードリターンし、チーフス陣5ヤードの地点まで進んだ（スターは後に「この試合で一番のビッグプレイだった」と述べている）。ターンオーバー後のパッカーズの最初のプレイでランニングバックのイライジャ・ピッツは5ヤードのタッチダウンランを決め、21対10とリードした。
その後の試合中、パッカーズディフェンスはチーフスのオフェンスを抑え込み、フィールド中央を越えてドライブを許したのは1プレイのみだった。チーフスは戦略の転換を余儀なくされた。チーフスは第3クォーターにトータル12ヤードしか獲得できず、ドーソンは後半パス12回中5回成功して59ヤードという結果だった。
一方でパッカーズはドーソンを2回サックしチーフスに敵陣2ヤードラインからのパントに追い込み、自陣44ヤードという良いフィールドポジションを得た。マギーはその後3回のパスキャッチを決め56ヤードのドライブのうち40ヤードを獲得し、最後は彼の13ヤードタッチダウンパスレセプションが決まった。
第4クォーター途中でスターは25ヤードのパスをキャロル・デイルへ、37ヤードのパスをマギーへ通し、チーフス陣18ヤード地点まで進んだ。4プレイの後、ピッツはこの日自身2個目の、勝負を決めるタッチダウンを1ヤードランで決め、35対10とした。
同じく第4クォーターに、チーフスのフレッド・“ハンマー”・ウィリアムソンは彼の頭とパッカーズランニングバックのドニー・アンダーソンの膝がぶつかったときノックアウトされ、そこにチーフスのラインバッカー、シェリル・ヘッドリックが倒れ込んだためにハンマーと呼ばれたその腕を折ってしまった。ウィリアムソンはこの試合で3タックルを決めた。

### 試合後
MVPはバート・スターが受賞したが、この勝利はマギーの活躍によるところが大きい。レギュラーシーズン中、マギーはトータルで4回のパスキャッチで98ヤード、1タッチダウンしかあげていなかったが、この試合では7回のパスキャッチで138ヤード、2タッチダウンを記録した。マギーは試合前日の夜、街に繰り出していて二日酔いで当日プレイできるコンディションではなく、試合に出なくて済めばいいのにと思っていたと、試合のずっと後になって告白した。
ホーナングはパッカーズの選手でただ一人、この試合でプレイしなかった。ロンバルディは第4クォーターに、彼に試合に出たいかどうか尋ねたとき、彼は痛めた首の神経を悪化させたくなかったので断った。
グリーンベイ・パッカーズは勝利チームとして15,000ドルを授与された。カンザスシティ・チーフスは7,500ドルを授与された。
| \| 1 \| 6 \| 11 \| 2:45 \| パント \| \| 2 \| 10 \| 54 \| 5:30 \| 40ydフィールドゴール失敗 \| \| 3 \| 6 \| 66 \| 3:44 \| タッチダウン（パス） \| \| 4 \| 7 \| 50 \| 3:43 \| フィールドゴール成功 \| \| 前半終了 \| \| \| \| \| \| 5 \| 4 \| 20 \| 2:18 \| インターセプト \| \| 6 \| 5 \| 16 \| 2:33 \| パント \| \| 7 \| 3 \| -25 \| 0:52 \| パント \| \| 8 \| 3 \| 1 \| 1:25 \| パント \| \| 9 \| 6 \| 28 \| 2:31 \| パント \| \| 10 \| 5 \| 15 \| 2:12 \| パント \| \| 11 \| 3 \| -7 \| 1:02 \| パント \| |          |          |      |                          |
| # | ドライブ | ドライブ | TOP  | 結果                     |
| # | プレー   | ヤード   | TOP  | 結果                     |
| 1 | 6        | 11       | 2:45 | パント                   |
| 2 | 10       | 54       | 5:30 | 40ydフィールドゴール失敗 |
| 3 | 6        | 66       | 3:44 | タッチダウン（パス）     |
| 4 | 7        | 50       | 3:43 | フィールドゴール成功     |
| 前半終了 |          |          |      |                          |
| 5 | 4        | 20       | 2:18 | インターセプト           |
| 6 | 5        | 16       | 2:33 | パント                   |
| 7 | 3        | -25      | 0:52 | パント                   |
| 8 | 3        | 1        | 1:25 | パント                   |
| 9 | 6        | 28       | 2:31 | パント                   |
| 10 | 5        | 15       | 2:12 | パント                   |
| 11 | 3        | -7       | 1:02 | パント                   |

| \| 1 \| 6 \| -3 \| 3:05 \| パント \| \| 2 \| 6 \| 80 \| 3:06 \| タッチダウン（パス） \| \| 3 \| 3 \| 3 \| 1:10 \| パント \| \| 4 \| 13 \| 73 \| 6:03 \| タッチダウン（ラン） \| \| 5 \| 1 \| 7 \| 0:54 \| 前半終了 \| \| 前半終了 \| \| \| \| \| \| 6 \| 1 \| 5 \| 0:09 \| タッチダウン（ラン） \| \| 7 \| 4 \| 21 \| 2:52 \| パント \| \| 8 \| 10 \| 56 \| 5:25 \| タッチダウン（パス） \| \| 9 \| 2 \| 3 \| 1:07 \| インターセプト \| \| 10 \| 8 \| 80 \| 4:13 \| タッチダウン（ラン） \| \| 11 \| 4 \| 16 \| 2:09 \| パント \| \| 12 \| 3 \| 12 \| 1:12 \| 試合終了 \| |          |          |      |                      |
| # | ドライブ | ドライブ | TOP  | 結果                 |
| # | プレー   | ヤード   | TOP  | 結果                 |
| 1 | 6        | -3       | 3:05 | パント               |
| 2 | 6        | 80       | 3:06 | タッチダウン（パス） |
| 3 | 3        | 3        | 1:10 | パント               |
| 4 | 13       | 73       | 6:03 | タッチダウン（ラン） |
| 5 | 1        | 7        | 0:54 | 前半終了             |
| 前半終了 |          |          |      |                      |
| 6 | 1        | 5        | 0:09 | タッチダウン（ラン） |
| 7 | 4        | 21       | 2:52 | パント               |
| 8 | 10       | 56       | 5:25 | タッチダウン（パス） |
| 9 | 2        | 3        | 1:07 | インターセプト       |
| 10 | 8        | 80       | 4:13 | タッチダウン（ラン） |
| 11 | 4        | 16       | 2:09 | パント               |
| 12 | 3        | 12       | 1:12 | 試合終了             |

## スターティングラインアップ
ソース:
| チーフス                                    | ポジション | パッカーズ                                    |
| オフェンス                                  | オフェンス | オフェンス                                    |
| ------------------------------------------- | ---------- | --------------------------------------------- |
| クリス・バーフォード Chris Burford          | SE         | キャロル・デイル 84 Carroll Dale              |
| ジム・タイラー Jim Tyrer                    | LT         | ボブ・スコロンスキ 76 Bob Skoronski           |
| エド・バディ Ed Budde                       | LG         | フレッド・サーストン 63 Fred Thurston         |
| ウェイン・フレイジャー Wayne Frazier        | C          | ビル・カリー 50 Bill Curry                    |
| カート・マーツ Curt Merz                    | RG         | ジェリー・クレイマー 64 Jerry Kramer          |
| デイブ・ヒル Dave Hill                      | RT         | フォレスト・グレッグ 75 Forrest Gregg         |
| フレッド・アルバナズ Fred Arbanas           | TE         | マーブ・フレミング 81 Marv Fleming            |
| オーティス・テイラー Otis Taylor            | FL         | ボイド・ダウラー 86 Boyd Dowler               |
| レン・ドーソン Len Dawson                   | QB         | バート・スター 15 Bart Starr                  |
| マイク・ギャレット Mike Garrett             | HB         | イライジャ・ピッツ 22 Elijah Pitts            |
| カーティス・マククリントン Curtis McClinton | FB         | ジム・テイラー 31 Jim Taylor                  |
| ディフェンス                                |            |                                               |
| ジェリー・メイズ Jerry Mays                 | LE         | ウィリー・デービス 87 Willie Davis            |
| アンディ・ライス Andy Rice                  | LT         | ロン・コステルニク 77 Ron Kostelnik           |
| バック・ブキャナン Buck Buchanan            | RT         | ヘンリー・ジョーダン 74 Henry Jordan          |
| チャック・ハーストン Chuck Hurston          | RE         | ライオネル・オールドリッジ 82 Lionel Aldridge |
| ボビー・ベル Bobby Bell                     | LLB        | デイブ・ロビンソン 89 Dave Robinson           |
| シェリル・ヘッドリック Sherrill Headrick    | MLB        | レイ・ニチキ 66 Ray Nitschke                  |
| E.J.ホウブ E.J. Holub                       | RLB        | リー・ロイ・キャフィー 60 Lee Roy Caffey      |
| フレッド・ウィリアムソン Fred Williamson    | LCB        | ハーブ・アダリー 26 Herb Adderley             |
| ウィリー・ミッチェル Willie Mitchell        | RCB        | ボブ・ジーター 21 Bob Jeter                   |
| ボビー・ハント Bobby Hunt                   | LS         | トム・ブラウン 40 Tom Brown                   |
| ジョニー・ロビンソン Johnny Robinson        | RS         | ウィリー・ウッド 24 Willie Wood               |
| スペシャルチーム                            |            |                                               |
| マイク・マーサー Mike Mercer                | K          | ドン・チャンドラー 34 Don Chandler            |
| ジェレル・ウィルソン Jerrel Wilson          | P          | ドニー・アンダーソン（RB） 44 Donny Anderson  |
| ヘッドコーチ                                |            |                                               |
| ハンク・ストラム Hank Stram                 |            | ヴィンス・ロンバルディ Vince Lombardi         |

## 審判
- レフェリー: ノーム・シャクター （NFL）
- アンパイア: ジョージ・ヤング （AFL）
- ヘッドラインズマン: バーニー・ウルマン （NFL）
- ラインジャッジ: アル・サバト （AFL）
- フィールドジャッジ: マイク・リセツキ （NFL）
- バックジャッジ: ジャック・リーダー （AFL）

注意: 7人審判制が採用されたのは1978年から。
NFL、AFL各リーグの審判のユニフォームはそのデザインは異なっていたため、この試合用に「中立な」ユニフォームがデザインされた。これはよく知られている白と黒のストライプだったが、袖は黒一色で審判の背番号がつけられていた。このデザインは第2回スーパーボウルでも使用されたが、AFL側が1970年のAFL-NFL合併に向けて1968年シーズンにユニフォームをNFLと合わせるよう変更したためそれ以降使用されなくなった。

## 天候
- 晴れ、気温22℃(72°F)